# Klášter Řádu Kristova
Klášter Řádu Kristova (portugalsky Convento de Cristo) nacházející se ve městě Tomar byla původně templářská pevnost z 12. století. Poté, co byl templářský řád na počátku 14. století zrušen, převzal správu kláštera Řád Kristův. Jedná se o jednu z nejvýznamnějších portugalských památek, její architektura zahrnuje prvky románského slohu, gotiky, manuelského stylu, renesance, manýrismu a baroka.
Díky své historické hodnotě byl klášter v roce 1983 zařazen do Seznamu světového dědictví UNESCO.

## Historie
Založen byl roku 1162 velmistrem řádu v Portugalsku, donem Gualdimem Pais, další stavební úpravy proběhly za Jindřicha Mořeplavece (velmistr od roku 1418), ale největší stavební práce jsou datovány do období panování Jana III. Portugalského (1521–1557). Počátkem 17. století do něj byla přivedena voda 6 km dlouhým akvaduktem, který je významnou technickou památkou. 

## Fotogalerie

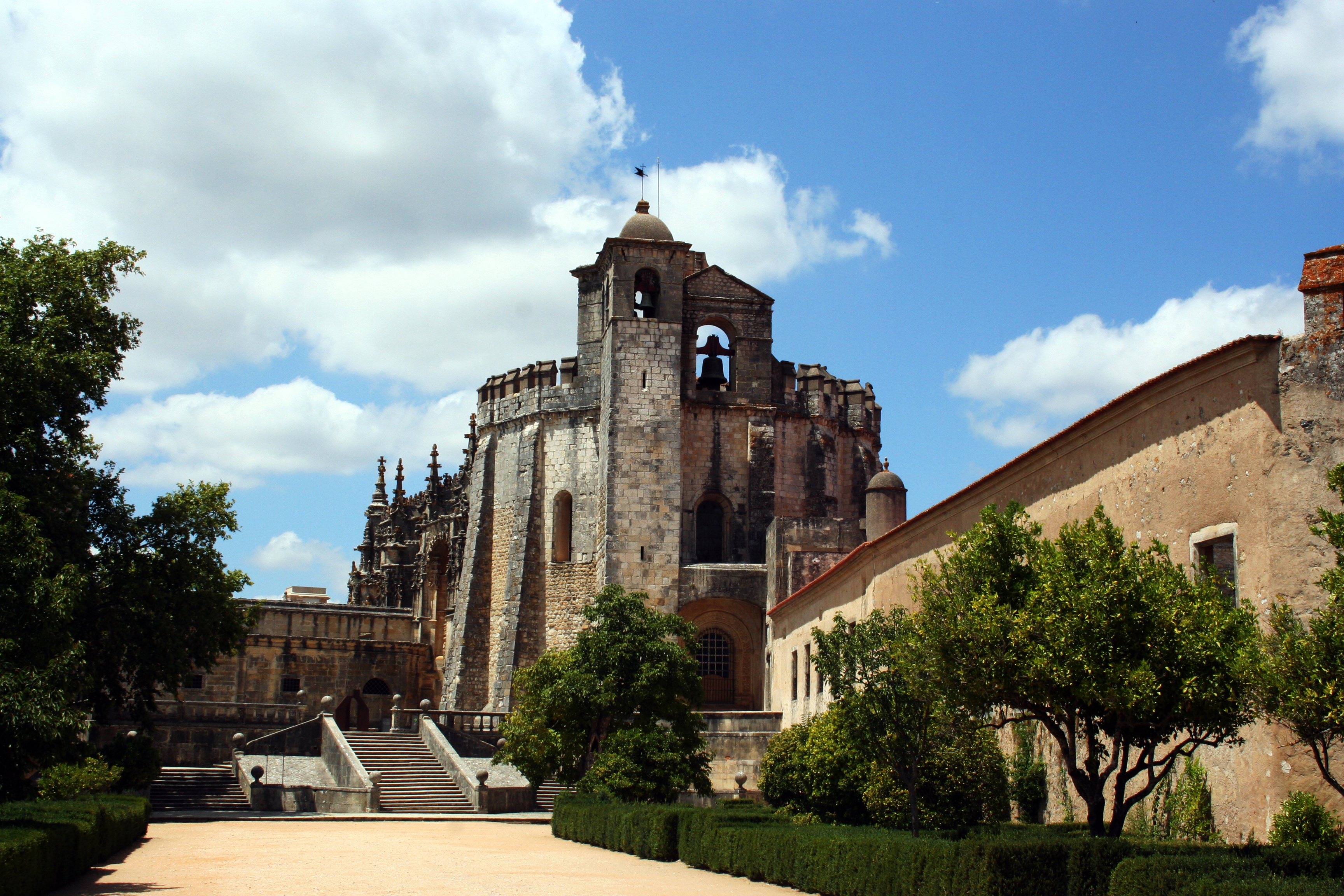
Východní strana kláštera
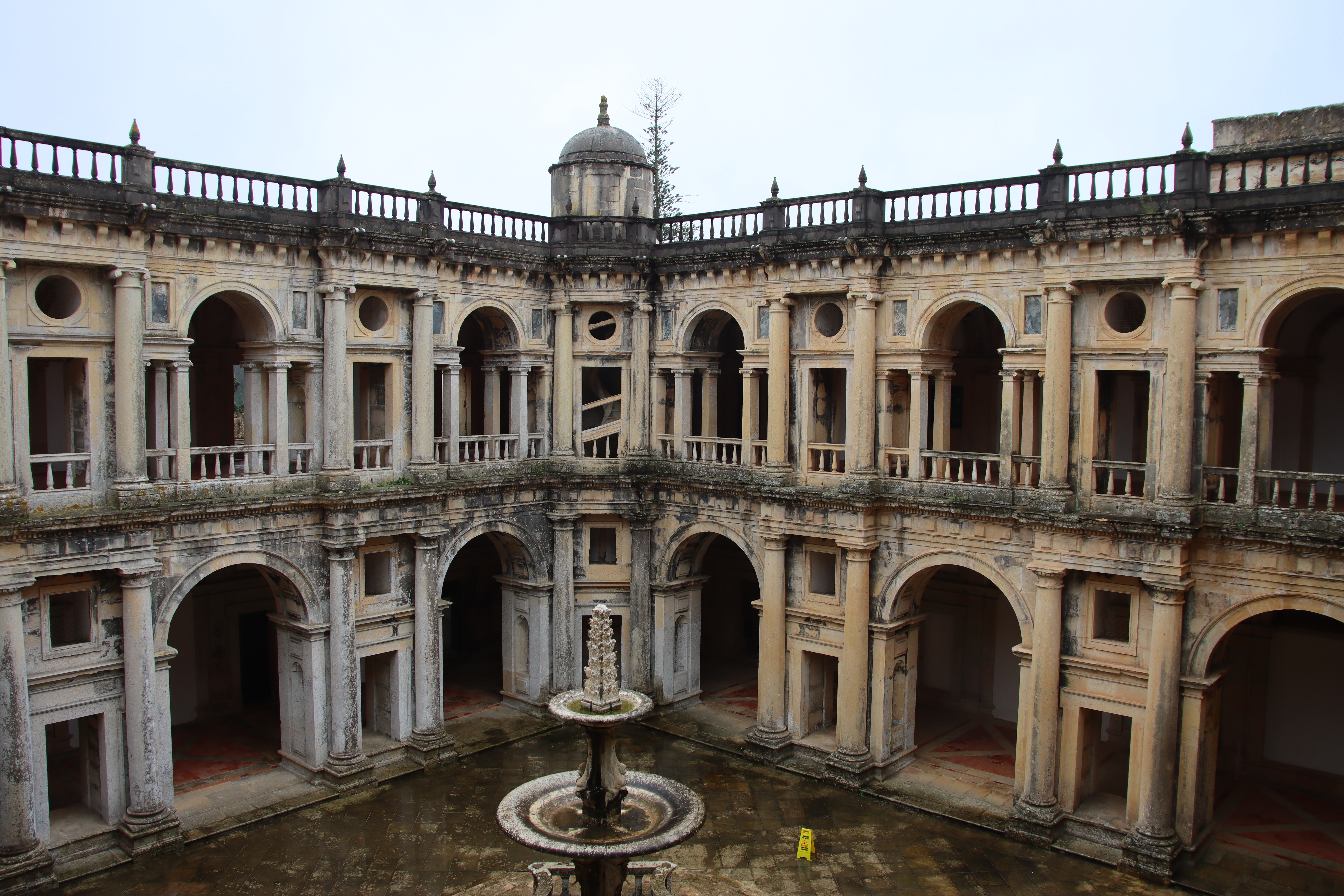
Nádvoří
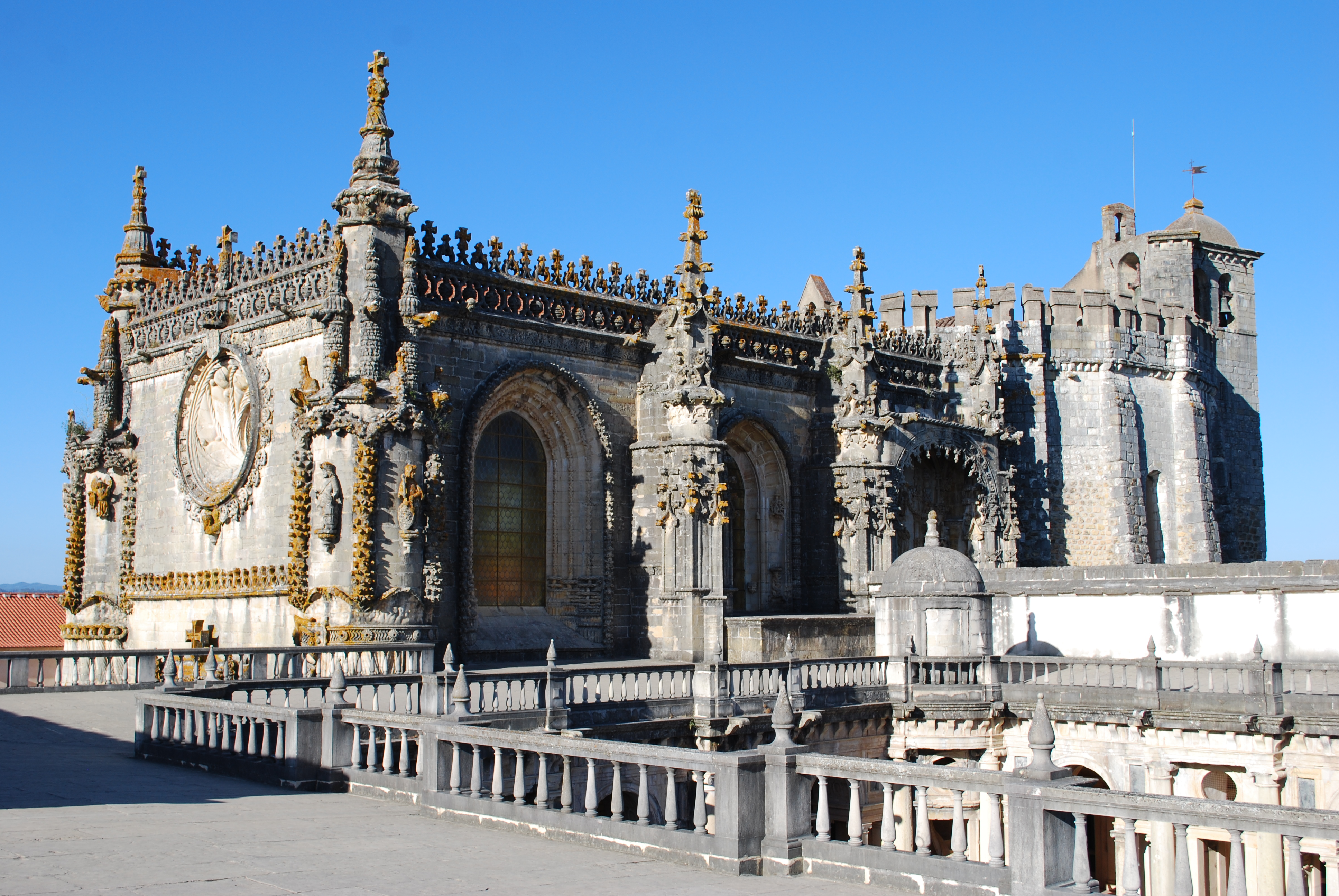
Západní strana kláštera
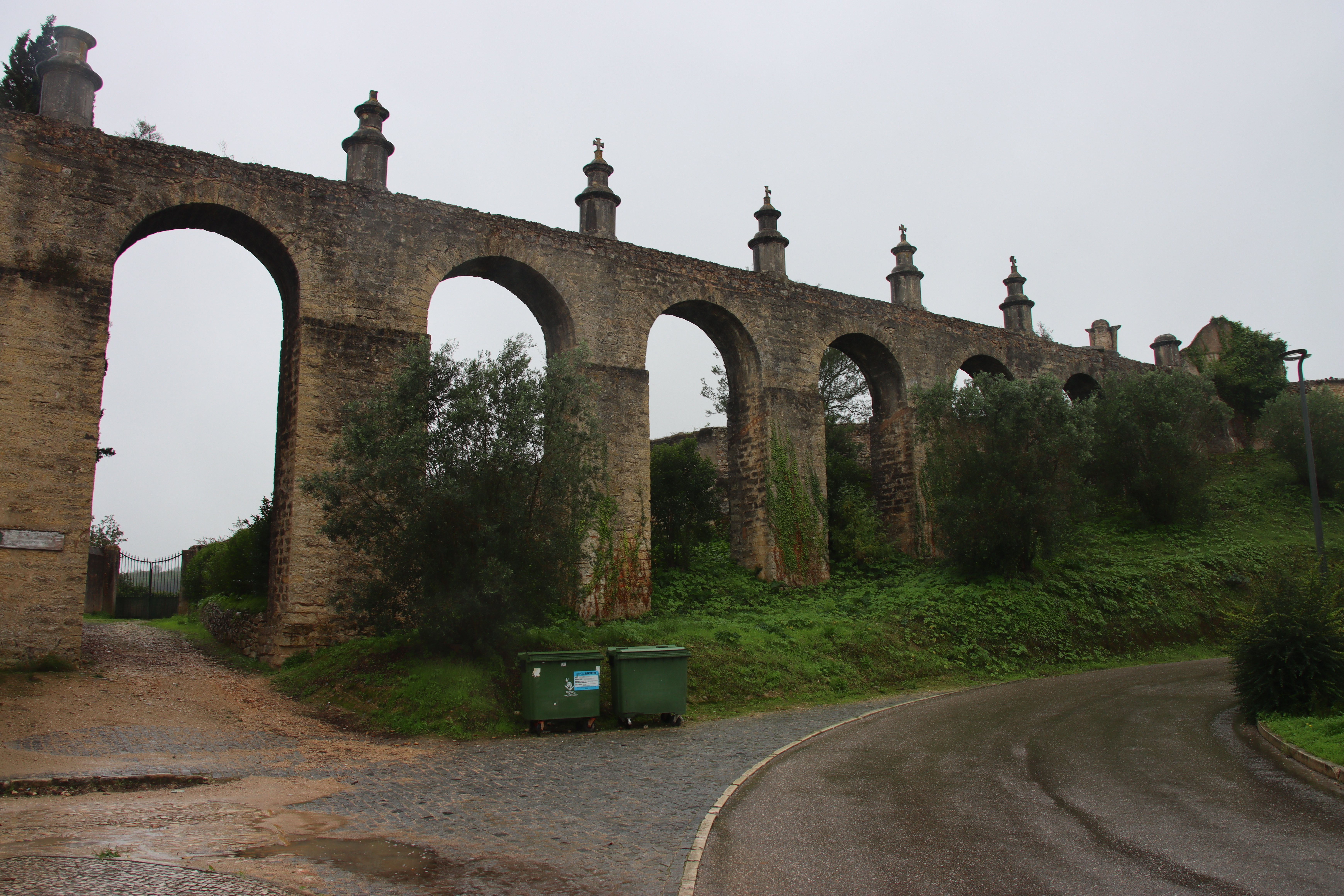
Akvadukt
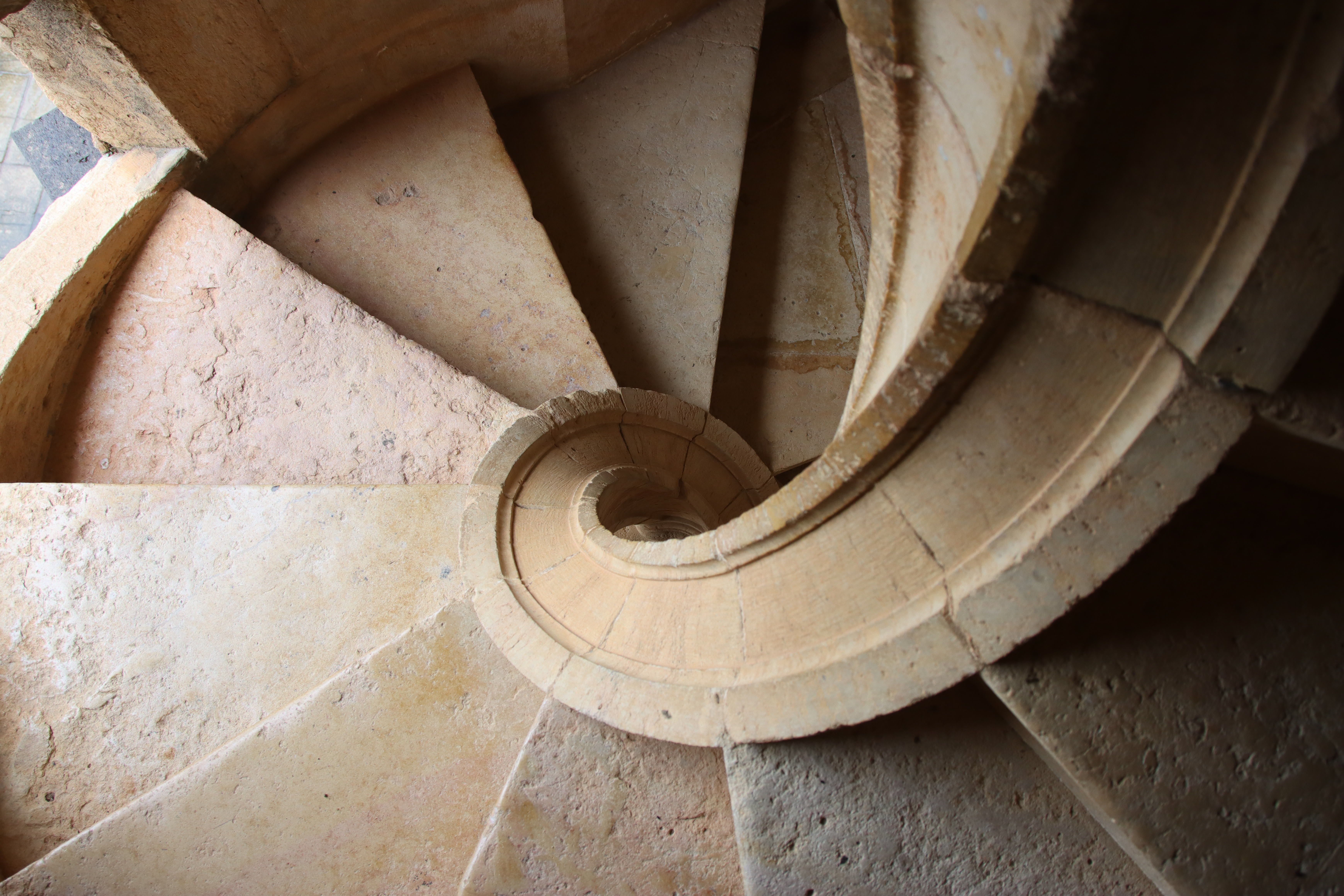
Spirálové schodiště
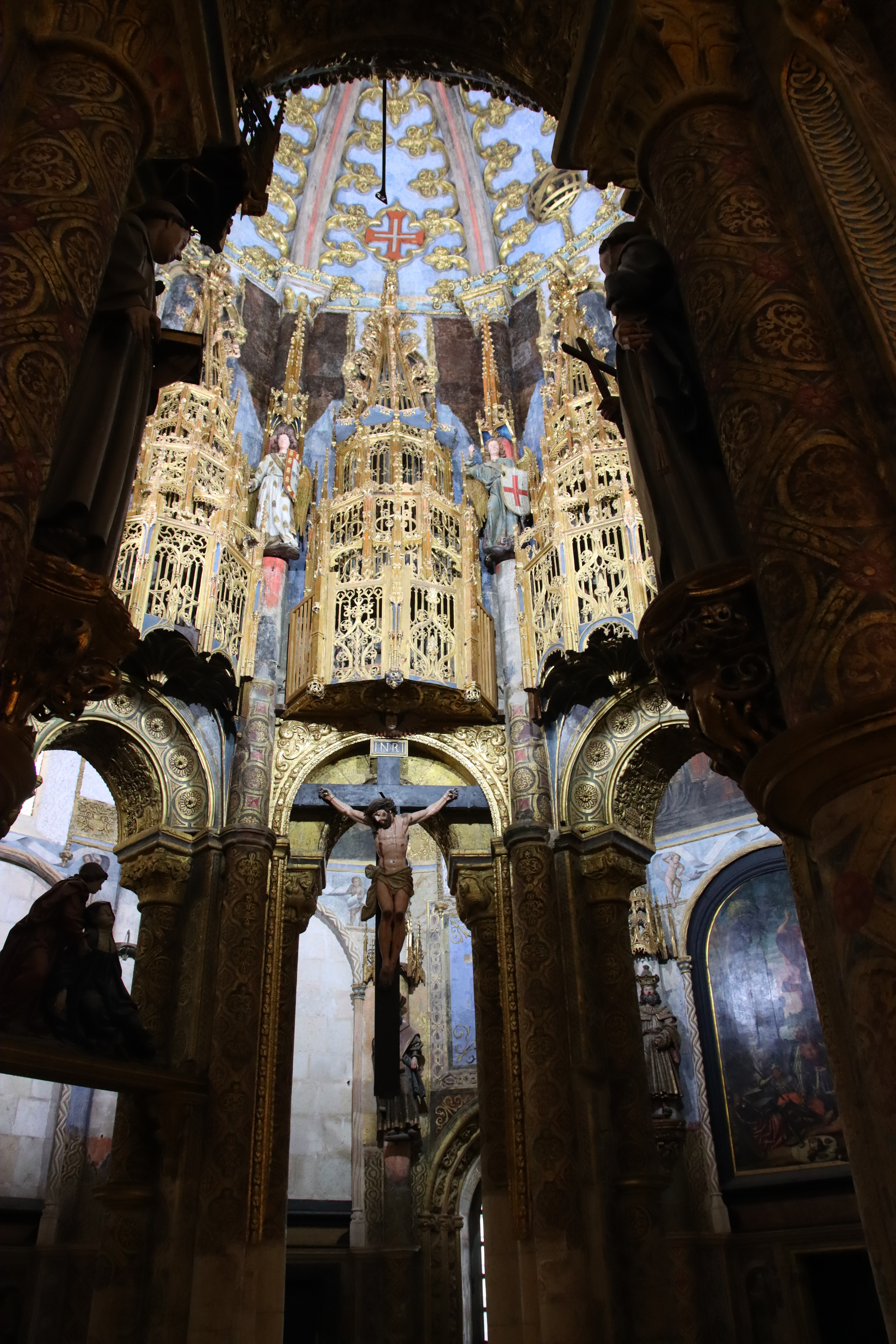
Kaple
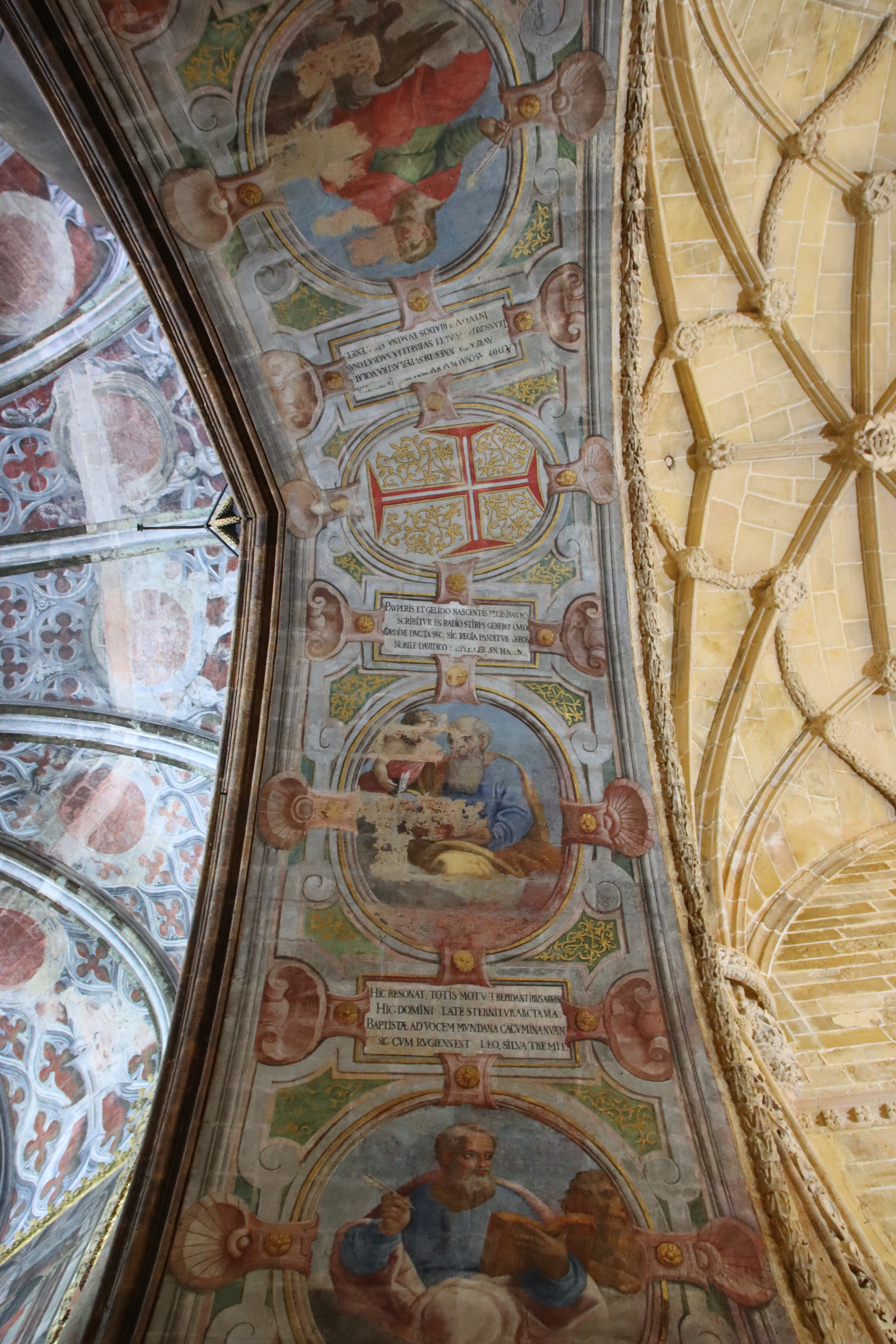
Výzdoba kaple
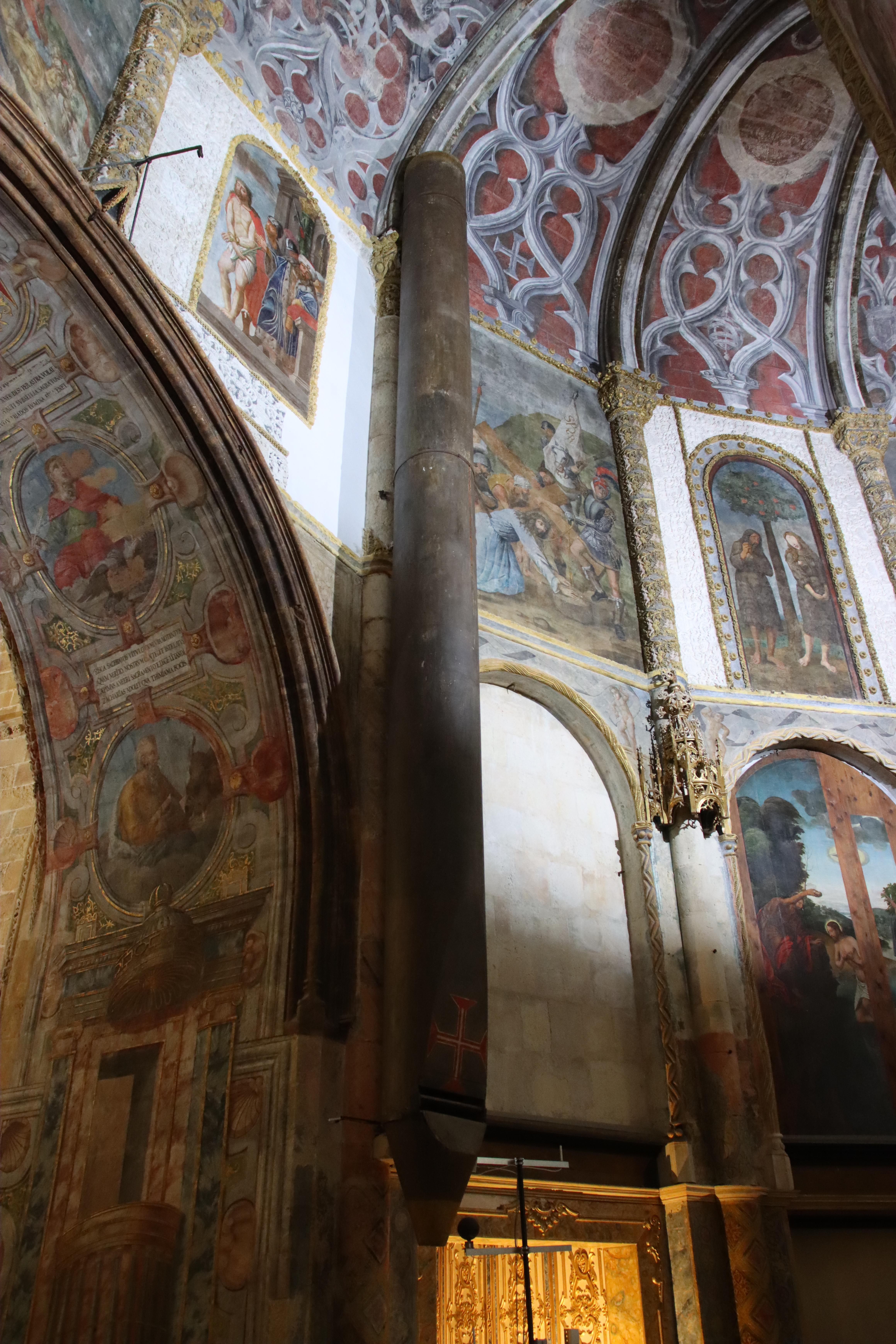
Obří varhanní píšťala v kapli
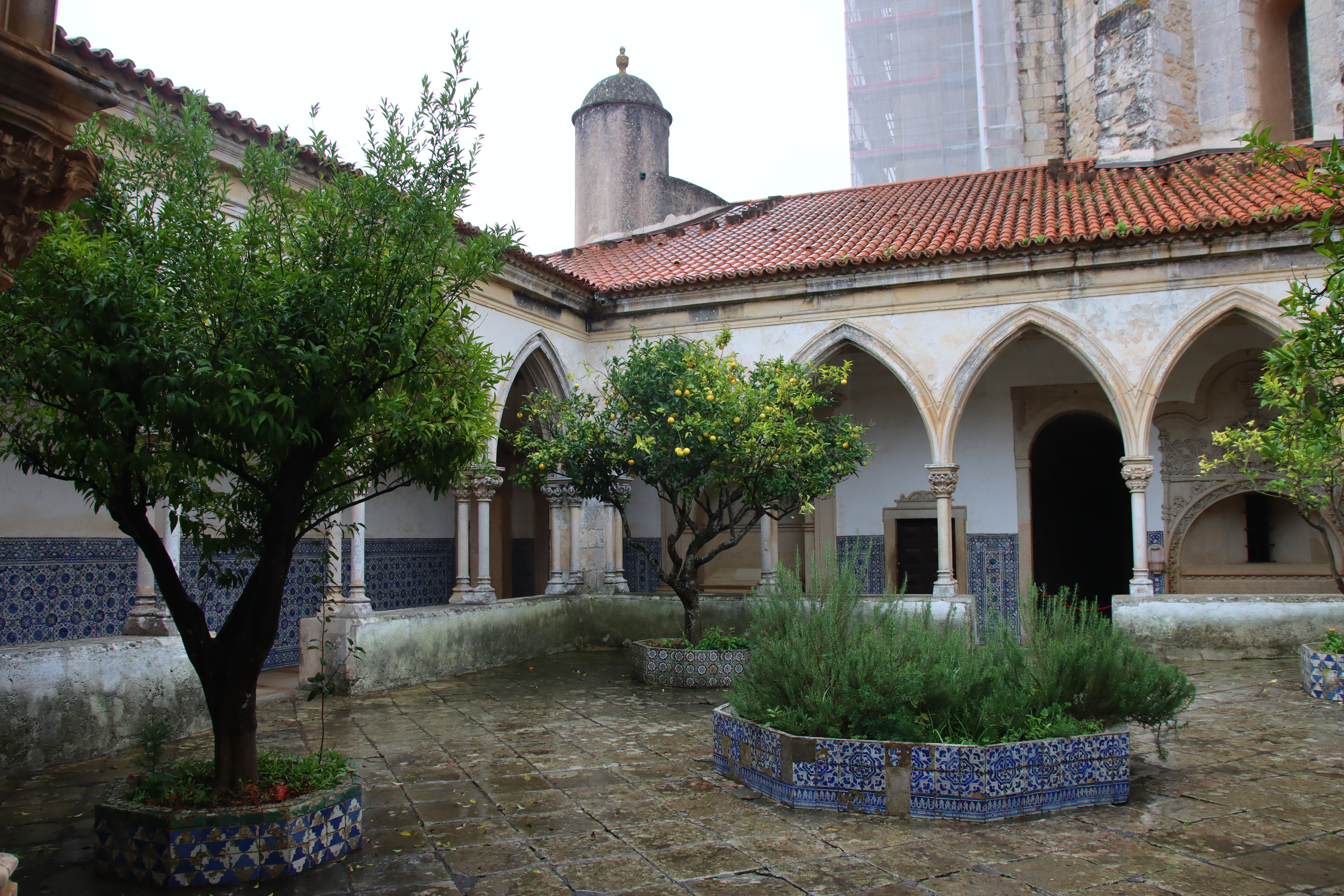
Rajský dvůr
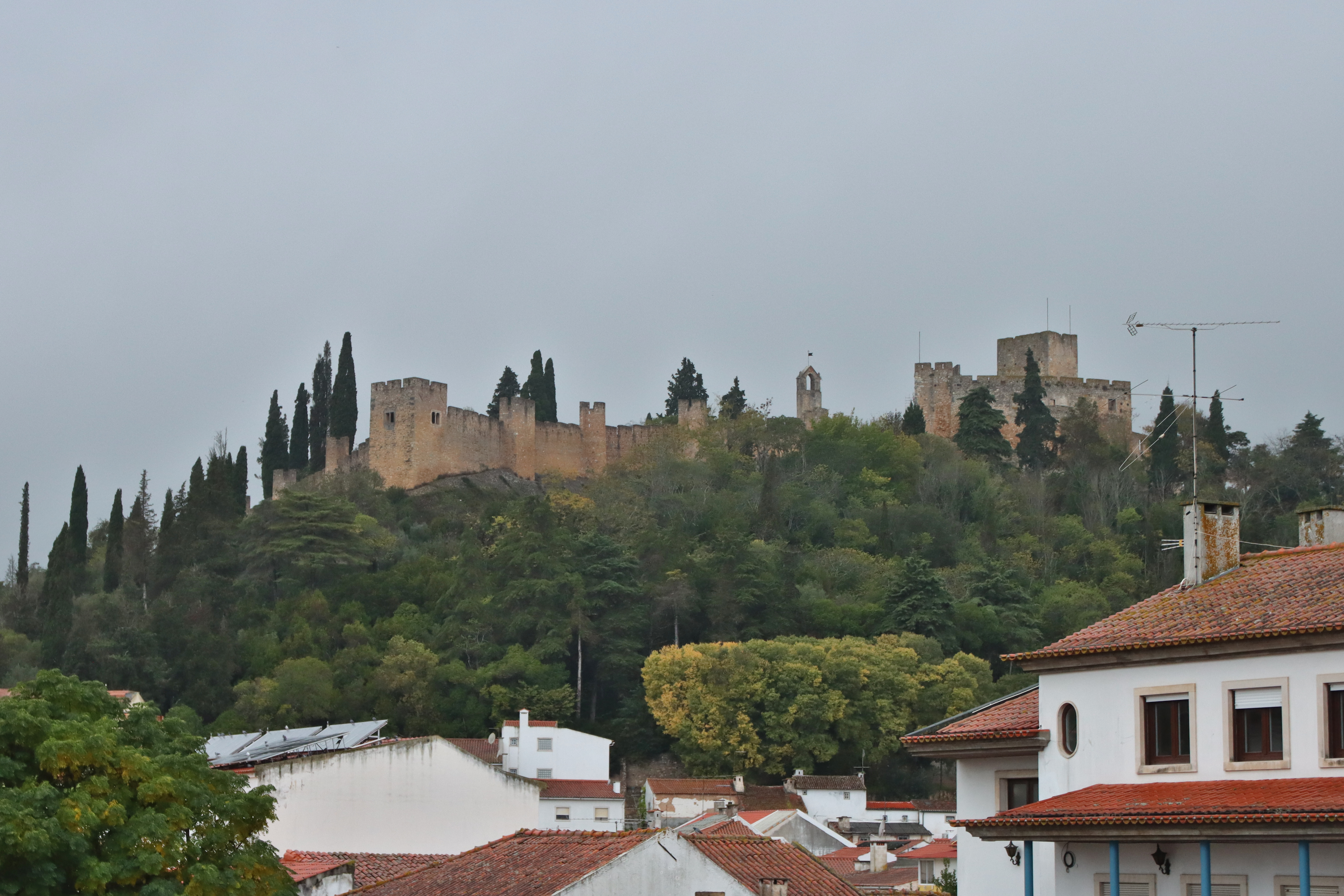
Klášter ze města
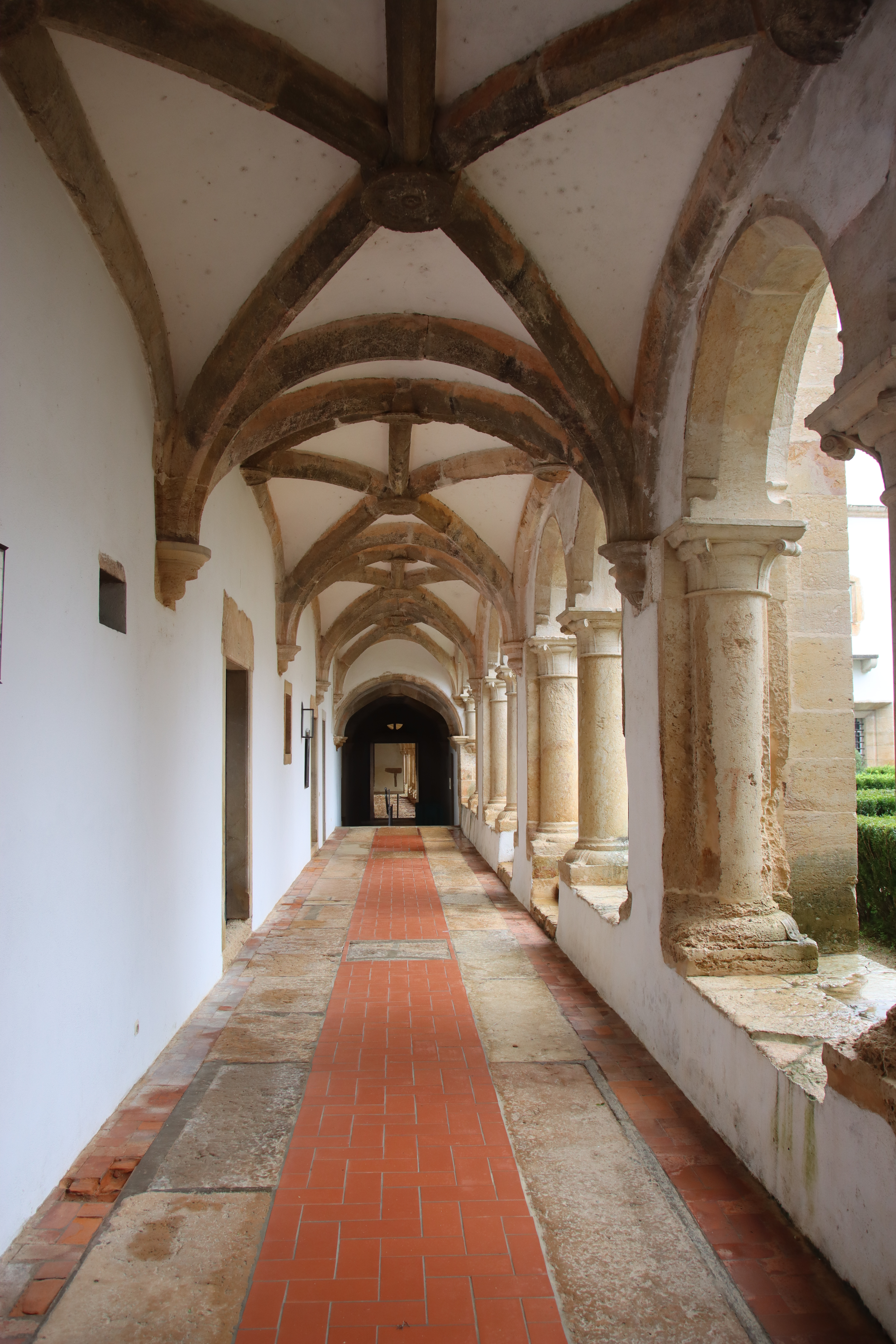
Jedna z křížových chodeb